# Bang Si-hyuk
Bang Si-hyuk, né le 9 août 1972, connu professionnellement sous le nom de « Hitman » Bang (stylisé comme « hitman » bang ), est un parolier, compositeur, producteur et directeur d'une maison de disques sud-coréenne. 
Il est le fondateur et co-PDG de l'agence Big Hit Entertainment, qui est notamment devenu connu pour avoir créé le groupe sud-coréen BTS.

## Biographie

### Jeunesse
La passion de Bang Si-hyuk pour la musique a commencé très tôt, alors qu'il grandissait dans une maison de musique. Cependant, ses parents l'ont découragé de poursuivre une carrière dans la musique,. Il est alors allé au lycée de Kyunggi avant d'obtenir son diplôme de l'université nationale de Séoul.

### Carrière
Bang Si-hyuk a fait ses débuts en tant que compositeur au lycée. Il a rencontré J. Y. Park au milieu des années 1990, et se sont souvent associé en tant que duo de compositeurs. Lorsque Park a fondé sa société Tae-Hong Planning Corporation, désormais connu sous le nom JYP Entertainment, Bang l'a rejoint en tant que compositeur, arrangeur et producteur,,. L'un de leurs premiers succès a été le groupe de pop coréenne de première génération g.o.d.  Ils étaient en grande partie responsables de la production du premier album de g.o.d, Chapter 1, Park étant le producteur et l'auteur-compositeur principal tandis que Bang arrangeait l'instrumentation et la musique. Certaines des chansons les plus célèbres de g.o.d arrangées par Bang incluent One Candle et Road. Le nom de scène de Bang « Hitman » est né de cette période, quand le groupe g.o.d est devenu l'un des groupes de garçons les plus vendus et les plus populaires du pays au début des années 2000, Park et Bang gagnant la réputation de « hit-makers ».  Outre g.o.d, Bang a également produit ou composé pour des artistes tels que les vétérans Im Chang-jung et Park Ji-yoon, le chanteur et acteur Rain, les groupes Wonder Girls, 2AM et Teen Top, la chanteuse de R&B Baek Ji-young et bien d'autres.
En 2005, Bang quitte JYP Entertainment et décide de fonder sa propre maison de disques Big Hit Entertainment, qui est devenue plus tard la maison des célèbres boys band BTS et TXT. Il continue d'écrire, de composer et de produire, et a récemment co-écrit six chansons dans l'album Wings de BTS, sorti en octobre 2016. Le succès de Wings lui a valu le prix du meilleur producteur aux Mnet Asian Music Awards et le prix de l'auteur-compositeur aux Melon Music Awards cette année-là. En juin 2018, il a été nommé comme l'un des leaders internationaux de la musique par le magazine américain Variety grâce à ses réalisations pour BTS. 
En avril 2019, Bloomberg a estimé la valeur de Bang à environ 770 millions de dollars, soit environ 673 millions d'euros.

## Discographie de production
| An   | Artiste      | Album                                             | Remarques                                                         |
| ---- | ------------ | ------------------------------------------------- | ----------------------------------------------------------------- |
| 2007 | Wonder Girls | The Wonder Years                                  |                                                                   |
| 2009 | Taegoon      | 1er mini album                                    |                                                                   |
| 2010 | 2AM          | Saint o'Clock                                     |                                                                   |
| 2011 | Homme        | Homme par Hitman Bang                             |                                                                   |
| 2011 | Lee Seung-gi | Tonight                                           |                                                                   |
| 2011 | Teen Top     | Roman                                             | avec le compositeur Park Chang-hyeon                              |
| 2013 | BTS          | 2 Cool 4 Skool                                    | Coproduit avec Pdogg                                              |
| 2013 | BTS          | O! RUL8,2?                                        | Coproduit avec Pdogg                                              |
| 2014 | BTS          | Skool Luv Affair                                  |                                                                   |
| 2014 | BTS          | Ajout spécial Skool Luv Affair                    |                                                                   |
| 2014 | BTS          | 1er album single au Japon: No More Dream          |                                                                   |
| 2014 | BTS          | 2e album single au Japon: Boy In Luv              |                                                                   |
| 2014 | BTS          | Dark & Wild                                       |                                                                   |
| 2014 | BTS          | 3e album single du Japon: Danger                  |                                                                   |
| 2014 | BTS          | 1er album japonais: Wake Up                       |                                                                   |
| 2015 | BTS          | The Most Beautiful Moment in Life, Part 1         |                                                                   |
| 2015 | BTS          | 4e album single au Japon: For You                 |                                                                   |
| 2015 | BTS          | The Most Beautiful Moment in Life, Part 2         |                                                                   |
| 2015 | BTS          | 5e album single Japonais : I NEED U               |                                                                   |
| 2015 | BTS          | 6e album single Japonais : RUN                    |                                                                   |
| 2016 | BTS          | The Most Beautiful Moment in Life : Young Forever |                                                                   |
| 2016 | BTS          | 2e album japonais: Youth                          |                                                                   |
| 2016 | BTS          | WINGS                                             |                                                                   |
| 2017 | BTS          | WINGS : You Never Walk Alone                      |                                                                   |
| 2017 | BTS          | Love Yourself 承 Her                              |                                                                   |
| 2018 | BTS          | Love Yourself 轉 Tear                             |                                                                   |
| 2018 | BTS          | Love Yourself 結 Answer                           |                                                                   |
| 2018 | IZ           | Angel                                             | "Angel" avec Supreme Boi, "Granulate" co-composé avec Kim Do-hoon |
| 2019 | TXT          | The Dream Chapter: Star                           |                                                                   |
| 2019 | BTS          | Map of the Soul : Persona                         |                                                                   |
| 2019 | TXT          | The Dream Chapter : Magic                         |                                                                   |
| 2020 | GFriend      | 回 : Labyrinth                                    |                                                                   |
| 2020 | BTS          | Map of the Soul : 7                               |                                                                   |
| 2020 | TXT          | The Dream Chapter: Eternity                       |                                                                   |
| 2020 | GFriend      | 回:Song of the Sirens                             |                                                                   |

## Awards
| An   | Prix                          | Catégories                                              | Work(s) | Résultats |
| ---- | ----------------------------- | ------------------------------------------------------- | ------- | --------- |
| 2009 | Melon Music Awards            | Prix d'auteur-compositeur                               | NC      | Lauréat   |
| 2010 | Mnet 20's Choice Awards       | Prix de la personnalité la plus influente des années 20 | NC      | Lauréat   |
| 2011 | Korea Music Copyright Awards  | Meilleur parolier (Ballade)                             | NC      | Lauréat   |
| 2011 | Korea Music Copyright Awards  | Meilleur Compositeur (Ballade)                          | NC      | Lauréat   |
| 2011 | Korea Music Copyright Awards  | Prix du Chef-d'œuvre                                    | NC      | Lauréat   |
| 2016 | Asia Artist Awards            | Prix du meilleur producteur                             | NC      | Lauréat   |
| 2016 | Melon Music Awards            | Prix de l’auteur-compositeur                            | NC      | Lauréat   |
| 2016 | Mnet Asian Music Awards       | Prix spéciaux – Meilleur producteur exécutif            | NC      | Lauréat   |
| 2017 | Golden Disc Awards            | Prix du meilleur producteur                             | NC      | Lauréat   |
| 2017 | Gaon Chart Music Awards       | Prix du producteur de l'année                           | NC      | Lauréat   |
| 2017 | Korea Content Awards          | Prix élogieux du président                              | NC      | Lauréat   |
| 2018 | Seoul Music Awards            | Prix du meilleur producteur                             | NC      | Lauréat   |
| 2018 | MBC Plus X Genie Music Awards | Prix du producteur                                      | NC      | Lauréat   |
| 2018 | Mnet Asian Music Awards       | Producteur de l'année                                   | NC      | Lauréat   |
| 2018 | Edaily Culture Awards         | Prix frontière                                          | NC      | Lauréat   |
| 2020 | Pony Chung Innovation Award   | Prix de l'innovation                                    | NC      | Lauréat   |